# World Beach Games 2019/Beachhandball
Bei den 1. ANOC-World Beach Games 2019 wurden vom 9. bis 14. Oktober 2019 je einem Wettbewerb pro Geschlecht für Nationalmannschaften im Beachhandball ausgetragen.

## Hintergründe
2019 veranstaltete die Vereinigung der Nationalen Olympischen Komitees (ANOC) seine erste eigene Veranstaltung unabhängig vom IOC. Diese World Beach Games versammelten bislang nichtolympische Strandsportarten, darunter von Beginn an und als eine der zentralen Sportarten auch Beachhandball. Nach der Aufnahme in das Programm der Olympischen Jugend-Sommerspiele 2018 war es die zweite Aufnahme der Sportdisziplin unter die olympischen Sportarten.
Die Qualifikation erfolgte über die kontinentalen Meisterschaften, die restlichen Plätze wurden mit den bestplatzierten Teilnehmern der Weltmeisterschaften 2018 aufgefüllt. Zudem hatten die Gastgeber zwei Startplätze, von dem aber nur der der Männer in Anspruch genommen wurde. Für Kontinente ohne Meisterschaft wie Afrika wurden Mannschaften eingeladen. Mit Australien, Brasilien, Dänemark, Spanien, Tunesien, Ungarn und den Vereinigten Staaten konnten sieben Nationen mit beiden Nationalmannschaften antreten.
Der Spielort war das alGharafa Beach Handball Venue and Katara Beach des al-Gharafa Sports Club in ar-Rayyan.
| Frauen Details | ar-Rayyan, Katar | Dänemark  | 2:0 | Ungarn  | Brasilien | 2:0 | Vietnam |
| Männer Details | ar-Rayyan, Katar | Brasilien | 2:1 | Spanien | Schweden  | 2:1 | Katar   |

## Platzierungen
| Nation              | Frauen | Männer |
| ------------------- | ------ | ------ |
| Argentinien         | 06     | 0–     |
| Australien          | 11     | 08     |
| Brasilien           | 03     | 01     |
| Volksrepublik China | 09     | 0–     |
| Dänemark            | 01     | 07     |
| Griechenland        | 07     | 0–     |
| Katar               | 0–     | 04     |
| Kroatien            | 0–     | 05     |
| Oman                | 0–     | 12     |
| Polen               | 05     | 0–     |
| Schweden            | 0–     | 03     |
| Spanien             | 08     | 02     |
| Tunesien            | 12     | 09     |
| Ungarn              | 02     | 06     |
| Uruguay             | 0–     | 10     |
| Vereinigte Staaten  | 10     | 11     |
| Vietnam             | 04     | 0–     |
| Teilnehmerzahl      | 12     | 12     |

| Legende | Legende | Legende | Legende              |
| ------- | ------- | ------- | -------------------- |
| 1       | 2       | 3       | Podest-Platzierungen |
| 4       | 4       | 4       | Halbfinalist         |
| 5 bis 8 | 5 bis 8 | 5 bis 8 | Viertelfinalisten    |